# Борисова, Ирина Анатольевна (художник)
Ирина Анатольевна Бори́сова (род. 30 ноября 1952 года, Харьков) — советский, украинский и американский художник.

## Семья и детство
Ирина Анатольевна Борисова — художник, работающий в разных жанрах, таких как мультипликация, художник театра, иллюстратор книг, графика и пр.
И. Борисова (и её сестра-близнец Ольга) родились в Харькове в семье Анатолия Владимировича Борисова, инженера-строителя, и Аси Михайловны Дубновой, школьной учительницы русского языка и литературы. С 9 лет посещала изостудию Харьковского дворца пионеров, которой руководил А. Г. Правдюк.

## Киностудия ХПИ
В 1975 году И. Борисова окончила Харьковский инженерно строительный институт (ХИСИ) (ныне Харьковский национальный университет строительства и архитектуры) и получила диплом архитектора. (Хотя Ирина, в отличие от своей сестры Ольги, архитектором никогда не работала, полученные в институте знания пригодились ей впоследствии, при создании декораций для спектаклей.) С 1972 года активно участвовала в жизни Народной Киностудии Харьковского политехническогo института, где основала студию мультипликации и начала работать художником-мультипликатором сразу после окончания института.
Там с режиссёром А. Голубчиком Ирина сделала несколько мультфильмов, в том числе, «Носорог», «Возвращение» и «Утро (Новый маршрут)», причём последний в 1985 году стал лауреатом на конкурсе популярной телепередачи «Весёлые ребята» на Центральном телевидении в Москве.

## Работа в разных жанрах
Параллельно с работой в студии Ирина серьезно увлекалась театром, керамикой и книжным иллюстрированием. Она оформляла спектакли в ТЮЗе, театре кукол, институте искусств, театре чтеца, делала театральные плакаты; по вечерам после работы ездила в керамичку при ДК Железнодорожников. Участвовала в областных, республиканских, всесоюзных и персональных выставках. Член молодёжной секции Союза художников СССР с 1980 года, член Союза художников СССР с 1987 года.

## Театр кукол
В 1991 главный режиссёр Харьковского театра кукол Евгений Гимельфарб пригласил Ирину Борисову на должность главного художника, где она проработала 3 года, до отъезда в США.
За это время были выпущены такие спектакли как «Tень» по пьесе Е. Шварца, «Скотный двор» по Дж. Оруэллу, «Декамерон» Боккаччо и была начата работа по «Мастеру и Маргарите»М. Булгакова.
Спустя много лет, уже из США, И. Борисова возобновила сотрудничество с харьковским театром кукол, создав эскизы к нескольким спектаклям. Спектакль «Снегурочка» имеет постоянный успех у детей и взрослых. Эскизы к другим спектаклям («Гамлет», «Ромео и Джульетта» и «Тайна яблоневого сада») ещё ждут своего воплощения на сцене. (Тем временем, по эскизам Ирины к Гамлету харьковская шестилетняя девочка Настя Коломиец придумала и рассказала свою версию шекспировской пьесы.)

## Переезд в США
В 1993 году во время поездки в США Ирина встретила своего давнего коллегу по киностудии ХПИ Евгения Мамута. Когда они познакомилась в 1972 году, Евгений делал экспериментальные мультфильмы: стерео, первый в СССР компьютерный сюжетный мультфильм и т. д. В 1978 году он эмигрировал в США, где работал на студиях визуальных эффектов для кино. В 1987 году Евгений был удостоен премии «Оскар» за научные и инженерные разработки для оптической трюк-машины (на ней, в частности, был сделан фильм «Хищник»).
В 1996 году Ирина и Евгений поженились и живут сейчас в городке Ли, штат Массачусетс — в живописных Беркширах. В США Ирина продолжает работать в мультипликации. Она делала кукол и макеты для киностудии Magnet Pictures (Нью-Йорк), Suspended Animation (Ленокс, МА) , Out-of-hand Animation (Грейт Баррингтон, МА), работала с Томом Гесеком и другими известными мастерами.
Ирина и Евгений вместе работали над использованием мультипликации в обучающих программах.
В 2002 году вышла книжка Cats Who Quilt с иллюстрациями И. Борисовой — одна из 12 книг, которые она иллюстрировала.
Куклы и графические работы И. Борисовой выставляются на персональных выставках и галереях Балтимора, Нью Йорка и Ли. Ирина является частым гостем на местном беркширском телевидении. Харьковский телеканал «Культура» сделал передачу об И. Борисовой.
В ноябре 2012 года открылась персональная выставка работ Ирины Борисовой в художественном музее её родного города Харькова.

## Animagic
В 2002 году Борисова и Мамут основали музей-студию Animagic, который включает в себя художественную галерею, музей мультипликации и комбинированных съёмок и студию, где студентов обучают искусству мультипликации. О галерее и её создателях несколько раз писали местные газеты Массачусетса.

## Фестиваль «Харьковская сирень»
В мае 2012 года И. Борисова и Е. Мамут были приглашены в качестве почётных гостей (наряду с Аленом Делоном и Милен Демонжо) в Харьков на 4-й Международный фестиваль короткометражного кино «Харьковская сирень». 11 мая 2012 года отпечатки их ладоней были навсегда запечатлены в бронзе на Аллее почётных гостей в харьковском саду им. Шевченко.

## Работы И. Борисовой
- Портфолио
- Коллекция учебных клипов, вошедших в разнообразные проекты. Художник И. Борисова

Мультфильмы и игровые фильмы Народной киностудии ХПИ
- «Возвращение» (киностудия ХПИ, 1987)
- Спасатель (1983)
- Показывайте, нам интересно (1982)
- Весёлый политехник (1981)
- «Утро (Новый маршрут)» (киностудия ХПИ, 1980) — лауреат XI фестиваля любительских фильмов в Болгарии (1982), лауреат конкурса миникомедий передачи «Весёлые ребята» (1985)
- Носорог (киностудия ХПИ, 1977)
- Тум-тум (1972)

Иллюстрации к книгам
- «Школа выживания». Автор: Боб Май, изд-во «Эксклюзив», Харьков, 2016. (ISBN 978-617-7204-38-0)
- «Ты - ребёнок самый лучший». Автор: Элеонора Булгакова, изд-во «Эксклюзив», Харьков, 2016. (ISBN: 978-617-7204-20-5)
- «Приключения Кати и Алисы в мире слов». Автор: Сергей Потимков, изд-во «Фолио», Харьков, 2015. (ISBN 978-966-03-5981-9)
- «Кругосветный билетик или разноцветные дети». Автор: Элеонора Булгакова, изд-во «Эксклюзив», Харьков, 2008. (ISBN 978-966-8204-80-7)
- «Cats Who Quilt — Коты, делающие лоскутные одеяла». Автор: Judy Heim, изд-во Fruitful Plains, Madison, WI, USA, 2002. (ISBN 0-9700936-0-8)
- «Чужак в чужом краю». Автор: Роберт Хайнлайн, изд-во «Око», Харьков, 1992. (ISBN 5-7098-0029-5)
- «Двойная звезда». Автор: Роберт Хайнлайн, изд-во «Око», Харьков, 1992. (ISBN 5-7098-0010-4)
- «Медуница». Автор: Прасковья Кубло, изд-во «Прапор», Харьков, 1991 (ISBN 5-7766-0287-4)
- «Провинциальные оды». Автор: Виталий Копусь, изд-во «Прапор», Харьков, 1991 (ISBN 5-7766-0412-5)
- «С перцем и солью». Автор: Виктор Лагоза, изд-во «Прапор», Харьков, 1989 (ISBN 5-7766-0090-1)
- «Новогодний сюрприз». Автор: Виктор Семеняка, изд-во «Прапор», Харьков, 1988 (ISBN 5-7766-0025-1)
- «Человек, который смеётся» (вместе с Виталием Риякой). Автор: Виктор Гюго, изд-во «Прапор», Харьков, 1987.
- «Бесплатная стрижка». Автор: Виктор Эндеберя, изд-во «Прапор», Харьков, 1986.
- «Ранняя заря». Автор" Ананий Размыслов, изд-во «Прапор», Харьков, 1985.
- «Клин клином». Автор: Иван Кулик, изд-во «Прапор», Харьков, 1985.

Художник-постановщик (Харьковский государственный академический театр кукол им. В. А. Афанасьева)
- «Снежная королева» по сказке Г.Х. Андерсена, 2015 г.
- «Тайна королевского сада» по пьесе И. Дубровской, 2013 г.
- «Снегурочка» по пьесе И. Дубровской, 2009 г.
- «Мастер и Маргарита» по роману М. Булгакова (куклы), 1996 г.
- «Декамерон» по роману Дж. Боккаччо, 1992 г.
- «Скотный двор» по повести Дж. Оруэлла, 1991 г.
- «Тень» по пьесе Е. Шварца, 1990 г.

Оформление спектаклей
- «Сказка об Иване-дураке» по М. Чехову (Театр Светланы Смелянской, Сан Франциско, США, 1993)
- «Маргарита» по «Мастеру и Маргарите» М. Булгакова (Народный театр чтеца, ДК Связи, Харьков — 1983)
- «Никто» по пьесе Э. де Филиппо (Харьковский ин-т искусств, 1982)
- «Остров сокровищ» (Харьковский ТЮЗ, вместе с Т. Пасечник — 1979).

Участие в выставках
- Харьковский художественный музей — персональная выставка, ноябрь 2012.
- Харьковское отделение союза художников — персональная выставка, 1981.
- Всесоюзная выставка произведений художников театра и кино, Москва, 1979.
- Республиканская выставка произведений художников театра и кино, Киев, 1978.